# Sztevo Pendarovszki
Sztevo Pendarovszki (Szkopje, 1963. április 3. –) macedón politikus, 2019 és 2024 között Észak-Macedónia elnöke.

## Életpályája
A Szent Cirill és Metód Egyetemre járt Szkopjéban. Külügyminiszter volt, majd Észak-Macedónia elnöke lett 2019. május 12-én. Csalódottan fogadta, hogy 2019. októberében az ország csatlakozási tárgyalásait az EU részéről blokkolták.

## Könyvei
- Macedonian Foreign Policy 1991–2011: Aspects of Internal and International Legitimacy